# R. R. Soares
Romildo Ribeiro Soares, conocido como Misionero R. R. Soares o Doctor Soares (Muniz Freire, 6 de diciembre de 1947), es un televangelista y predicador brasileño, fundador de la iglesia evangélica Iglesia Internacional de la Gracia de Dios (Igreja Internacional da Graça de Deus).

## Biografía
A los ocho años, R. R. Soares tuvo la oportunidad de conocer una ciudad vecina, Cachoeiro de Itapemirim y, en la plaza Jerônimo Monteiro, vio por primera vez en su vida un aparato de TV, expuesto en una tienda. Romildo señaló qué todos los que estaban allí quedaban fascinados con lo que acontecía en la pantalla y, en ese momento, comenzó a pensar en fomentar este tipo de fascinación con Dios mediante la predicación de un día en la TV.
En abril de 1964, el joven Romildo Ribeiro Soares se mudó a Río de Janeiro con sua familia y residen en la casa de su tío Aderbal en São Gonçalo y, el 1968, marcó el inicio de R. R. Soares en el ministerio..
Después de leer lo libro de T. L. Osborn, titulado Cura los enfermos, expulsa los demonios, el sintió el impulso por el ministerio, y abandonó lo que antes fuera su sueño, que era estudiar Medicina, pues obtuvo una beca de estudios Medicina en la Universidad Patrice Lumumba, en Moscú, Rusia.
- En 1974 cuatro pastores de la iglesia evangélica NOVA VIDA fundan la Iglesia de la Gracia. En 1977 la Iglesia de la Gracia se divide en dos ramas:
  - Iglesia universal del Reino de Dios liderada por Edir Macedo Bezerra
  - Iglesia Internacional de la Gracia de Dios liderada por Romildo Ribeiro Soares

El fundó la Igreja Internacional da Graça de Deus inaugurando la primera en 1980 en la Calle Lauro Neiva, en la Ciudad de Duque de Caxias, Río de Janeiro, de cuál es líder hasta hoy.
R.R Soares está casado con María Magdalena, y tienen 5 hijos varones.
El conduce el Programa el Show de la Fe por las redes Bandeirantes y CNT en el horario estelar de la noche, y también en el RIT – Rede Internacional de Televisão (Red Internacional de Televisión). También transmite en el horario del amanecer a través de RedeTV!.
El llegó a convertirse en el campeón de apariciones en la TV al tener un total de 100 horas por semana de programación en los contratos de ámbito nacional. Pero fue desplazado en la posición de liderazgo por el líder de la Iglesia Mundial del Poder de Dios, el Apóstol Valdemiro Santiago de Oliveira, religioso con más tiempo de exposición en la TV dr señal abierta en el Brasil.
Actualmente, el Misionero Soares cuenta con 900 iglesias extendidas de norte a sur del País. Casado 28 años con la hermana del actual proprietario de la Rede Record, Magdalena, la relación con Edir Macedo es más anterior. Vista por primera vez en 1968 en Nueva Vida, las dos fundaron La Cruzada Eterna carretera de siete años. En 1977, creó igreja internacional da Graça de Deus. En mayo de 2006, puso en marcha un operador evangélico de televisión de pago, él quiere llegar a tener cien mil abonados. 
El misionero R. R. Soares posee la graça Artes Gráficas y Editora Ltda. (adquirida en 1983), Graça Music (una etiqueta de registro del evangelio) y Graça Editorial (editora). Otros, como el RIT TV, Nossa Radio y Nossa Radio pertenecen a la Iglesia Internacional de la Gracia de Dios.

## Libros
- ¿Donde está Dios, mi hacedor?
- ¿Cómo apropiarse de la bendición?
- Arrepentir-se para no caer
- Como criar a los hijos
- Consideraos como muertos...
- Curso de Fe
- El derecho de disfrutar salud
- Eneas, ¡Jesucristo te sana!
- Espiristimo - La magia del engaño
- Exija sus derechos
- Ganar almas
- La importancia de creer
- Las 3 etapas de la bendición
- Las bendiciones que enriquecem
- Los profetas de las grandes religiones
- Los secretos para la victoria
- Manual de la evangelización
- Miedo - Cierre esta puerta
- Muerte - ¿para donde iremos?
- Preguntas y respuestas sobre el diezmo
- Regalo - La dádiva que bendice a quien lo da
- Siete virtudes del vencedor
- Su salud depende de lo que usted dice